# Ludwig Adam Kelterborn

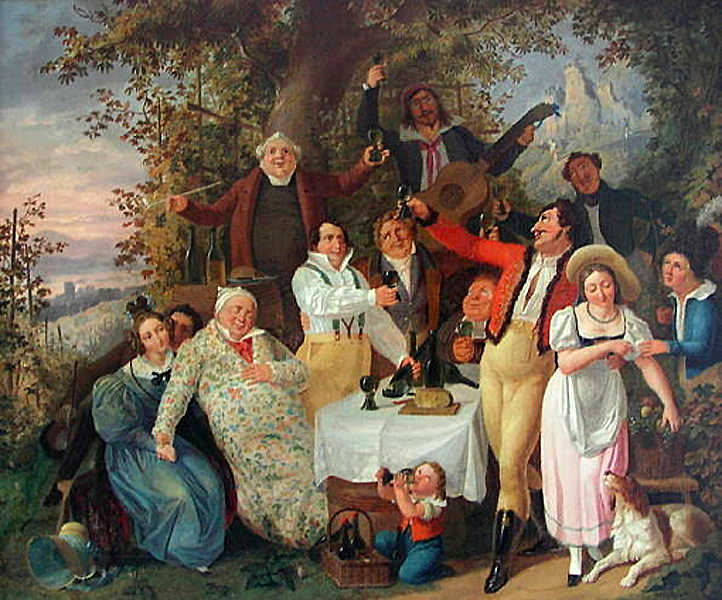
Das Rheinweinbild (1835, Öl auf Leinwand)

Ludwig Adam Kelterborn (* 15. Februar 1811 in Hannover; † 6. Juni 1878 in Basel) war ein aus Deutschland stammender Schweizer Genremaler und Karikaturist.
Geboren als Sohn des Schuhmachermeisters Friedrich Kelterborn (* 16. Dezember 1778 in Dransfeld bei Göttingen; † 10. September 1830 in Hannover), beabsichtigte Kelterborn, nach einer zweijährigen Ausbildung bei Burkhard Giesewell in Hannover Malerei an der Akademie der bildenden Künste in Dresden zu studieren, trat als 17-Jähriger jedoch eine Stelle als Dessinateur und Graveur (Kupferwalzenstecher) in der Walzenstecherei Köchlin-Ziegler in Mülhausen an.
1831 siedelte er nach Basel über, wo er ab 1835 als Zeichnungslehrer an der Zeichnungsschule der Gesellschaft für das Gute und Gemeinnützige (GGG Basel) und ab 1837 am Gymnasium unterrichtete. Er hat den Gymnasiasten Arnold Böcklin gefördert. Ein weiterer Schüler war der spätere Bildhauer Ferdinand Schlöth. Neben der pädagogischen Tätigkeit schuf er unter dem Einfluss der Nazarener und von Hieronymus Hess zahlreiche Genrebilder. In den 1830er Jahren veröffentlichte er politische Karikaturen.

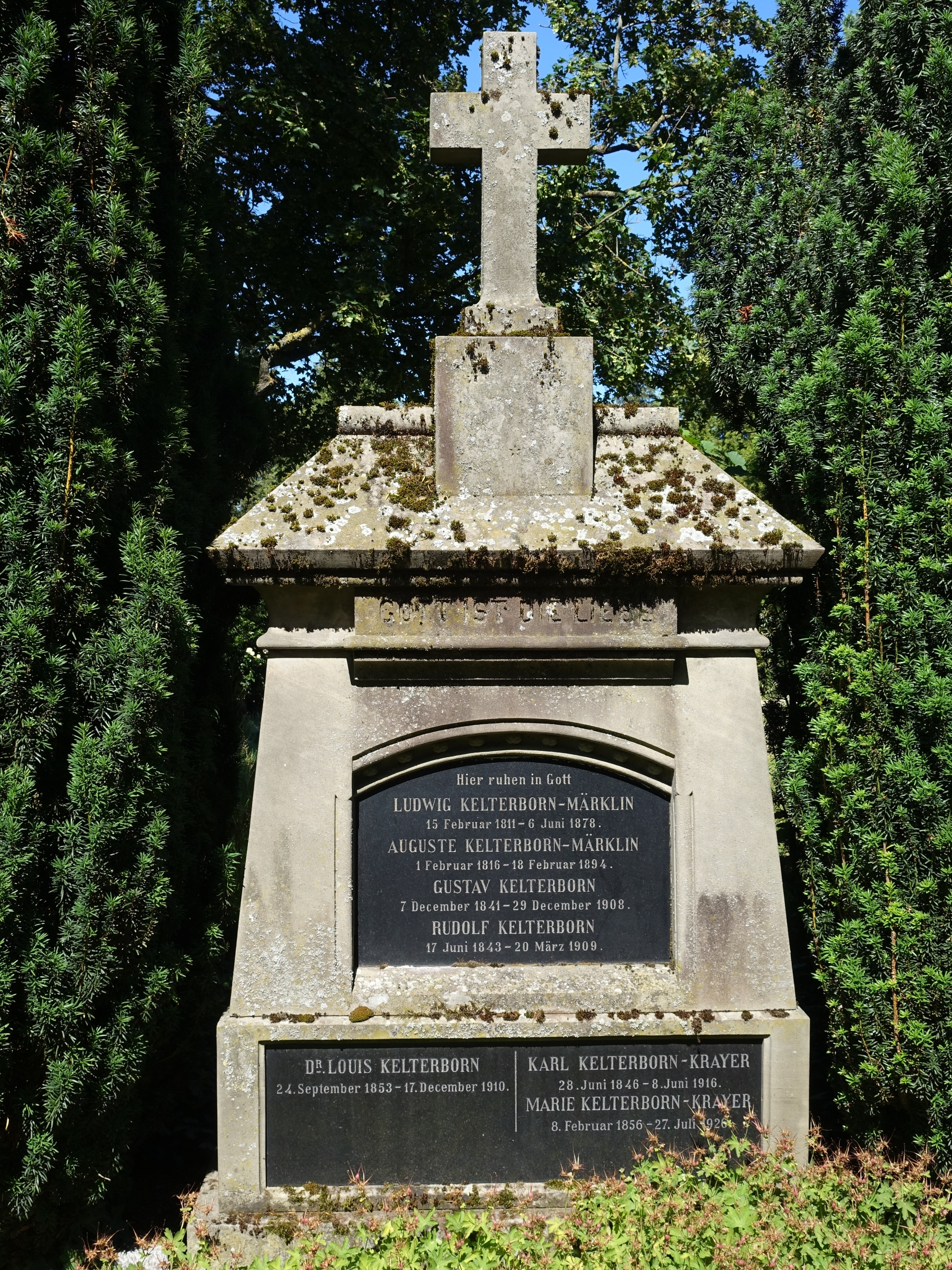
Friedhof Wolfgottesacker in Basel

Ludwig Adam Kelterborn war mit Auguste, geborene Märklin (1816–1894) verheiratet. Der Ehe entsprossen 3 Töchter und 6 Söhne:
1. Elise Krayer-Kelterborn (1840–1931)
2. Gustav Kelterborn (1841–1908), Architekt
3. Rudolf Kelterborn (1843–1909), Lehrer, Schriftsteller
4. Karl Kelterborn-Krayer (1846–1916), Kaufmann
5. Emma Müller-Kelterborn (1847–1916)
6. Lina von Schroeder-Kelterborn (1851–1894)
7. Louis Kelterborn-Fischer (1853–1910), Jurist, Staatsanwalt, Musiker
8. Emil Kelterborn-Reinert (1855–1931), Ingenieur
9. Julius Kelterborn-Rudin (1857–1915), Architekt

Wie seine Söhne Gustav, Rudolf, Karl, Louis und Julius fand er in einem Familiengrab auf dem Friedhof Wolfgottesacker in Basel seine letzte Ruhestätte.